# Carl Vilhelm August Strandberg
Carl Vilhelm August Strandberg (Stigtomta, 16 gennaio 1818 – Stoccolma, 5 febbraio 1877) è stato uno scrittore svedese.
Giornalista, fu autore del canto patriottico Rose selvatiche (1848). Dal 1854 al 1861 compose la sua più celebre raccolta, Poesie.